# Khirbat Al-Burj
Pour les articles homonymes, voir Burj.

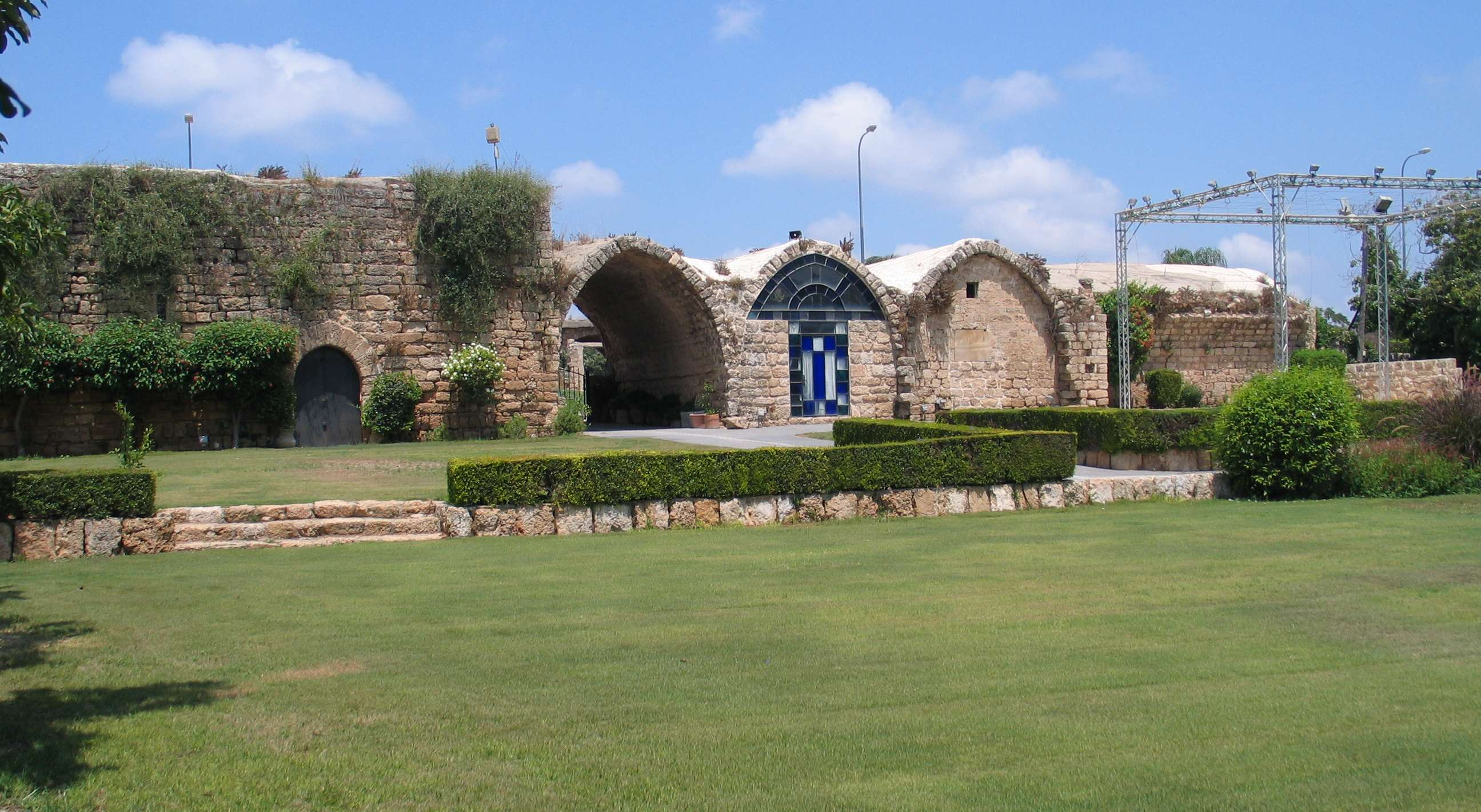
Vue du caravansérail.

Khirbat Al-Burj est un ancien village Palestinien, conquis par les milices sionistes en février 1948. Actuellement, Khirbat Al-Burj (littéralement en arabe la tour en ruines) ou Burj Binyamina (en hébreu moderne, la tour de Benjamin) est une ruine  datant de l’Empire ottoman dans la plaine de Sharon, à 1 km au sud de Binyamina.

## Origines
Le Burj, situé à un carrefour, est identifiée à une exploitation agricole, une ferme fortifiée ou à un caravansérail
Selon Palmer, Burj signifie la tour en arabe.

## Géographie
Khalidi signale que le terrain de Khirbat al-Burj est valloné. Son altitude moyenne est de 25 m au-dessus du niveau de la mer ; sur les 5291 dunams de terre du village, seuls 15 appartenaient à des Arabes, et 343 étaient des terres publiques ; tout le reste appartenaient à des Juifs. En 1945, 13 dunums étaient irrigués ou plantés de vergers.

## Histoire

### Antiquité
À Tall al-Burayj, des fouilles ont mis au jour les fondations de bâtiments et des colonnes.

### Empire byzantin
Des fouilles archéologiques de juin 2009 effectuées dans la cour du Burj ont mis au jour un petit bâtiment d’époque byzantine (Ve et VIIe siècles. Des céramiques byzantines ont été découvertes.

### Croisades

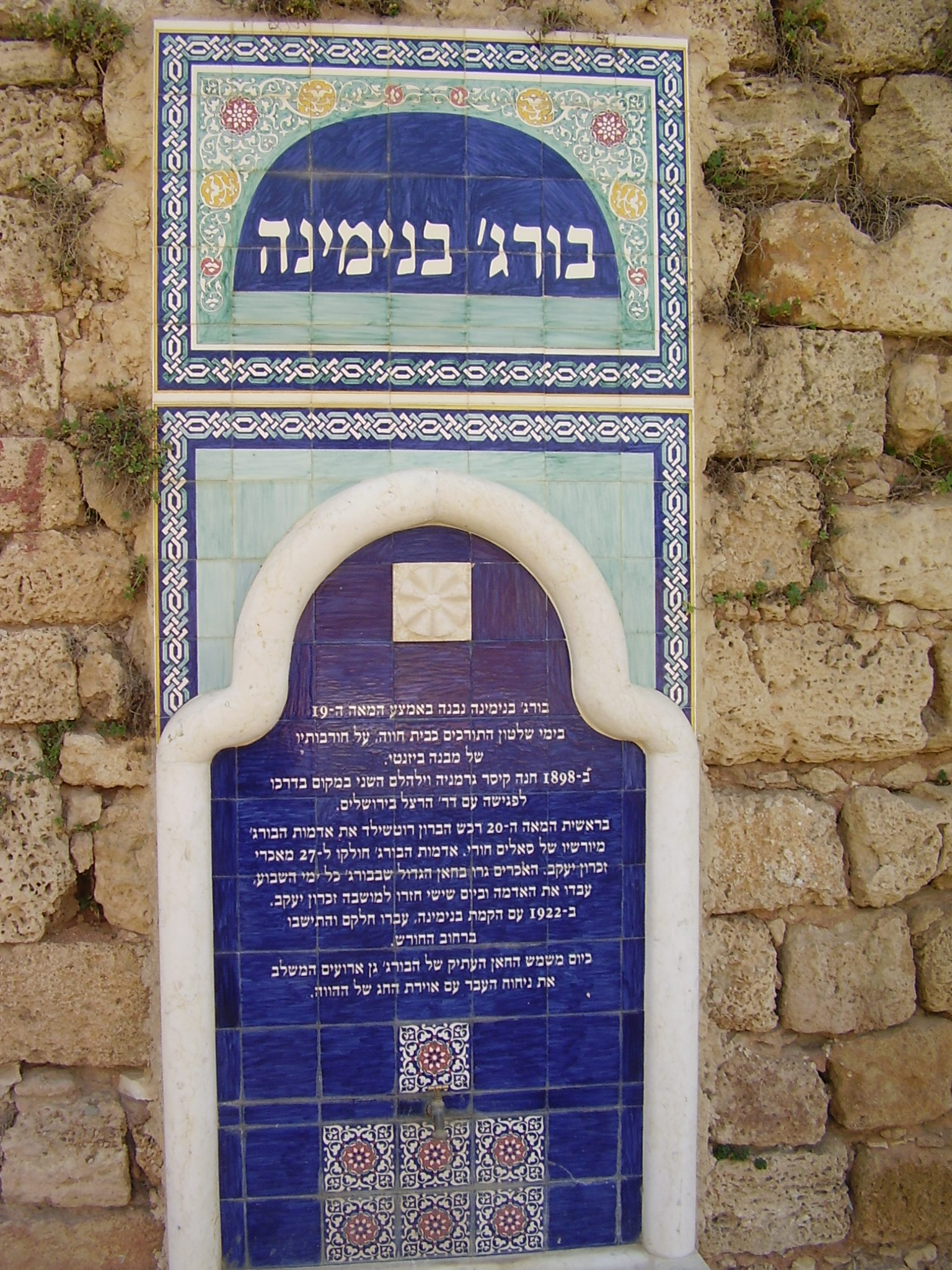
Plaque à Burj Binyamina.

Une inscription en grec a été trouvée sur le site, datant de la période où le burj a été réutilisé comme forteresse du royaume de Jérusalem.

### Empire ottoman
En 1882, le fonds d’exploration de la Palestine (PEF) décrit le village, qu’il appelle Burj el Kheil, comme un parc à bétail.
En 1887, Gottlieb Schumacher décrit un hameau de « 12 huttes ». La même année, la population de Burj el Kheil est estimée à 105 habitants, tous musulmans.
Le 26 octobre 1898, le Kaiser Guillaume II séjourne au (caravansérail pendant son voyage en Terre Sainte.

#### Implantation sioniste
En 1903, le propriétaire turc des terres, Sidki Pasha, frère de Djemal Pacha, vends 4000 dunams de terre agricole à la Jewish Colonization Association (en anglais : association de colonisation juive) qui opère en Amérique et en Palestine. La plus grande partie des terres étaient marécageuses. Rothschild fait passer les terres sous le contrôle de sa holding de Binyamina. Au départ, un groupe de colons de  Zichron Ya'akov passait la semaine au caravansérail, et retournait dans leurs foyers le week-end, à cause de la distance à parcourir. Ce groupe était appelé Burja’im.

#### Binyamina (1922)
Puis Binyamina est fondée. D’après un courrier du début des années 1920, « Les Zichronim [habitants de Zichron Ya'akov], propriétaires de la ferme du Burj, ont décidé de créer un moshav dans cette ferme, pour y installer leurs frères ».
Burj devient Binyamina en 1922. Au recensement de 1931, Khirbat Al-Burj est recensé avec Binyamina. Les terres sont réparties en 1934 selon les Land Settlement Ordinances.
Au moment de l’enquête statistique de 1945 sur les villages, il y avait 5291 dunums, dont 15 possédés par des Arabes, 4933 par des Juifs et 343 de terre publique,.
Le bâtiment du Burj est aujourd’hui destiné à l’organisation d’évènements : expositions, salons, fêtes.

#### Le problème de la population arabe
Dans l’Index Gazetteer de 1945, Khirbat Al-Burj figure comme unité villageoise, mais sans population. Selon Frantzman, la carte au 1:20 000 (datant de 1924-1948) montre « une grande structure, semblable à un caravansérail, sans indication de population ». Selon Khalidi, Khirbat Al-Burj était un village palestinien, dépeuplé par les Israéliens en 1948. Il signale également que le village était connu pour ses agrumes.

#### Agriculture
Les sols de limons argileux entre Binyamina et Gedera, à l’ouest de la plaine côtière, n’ont pas été cultivés jusqu’au XXe siècle. L’économie de Binyamina était basée sur les agrumes.

## Galerie

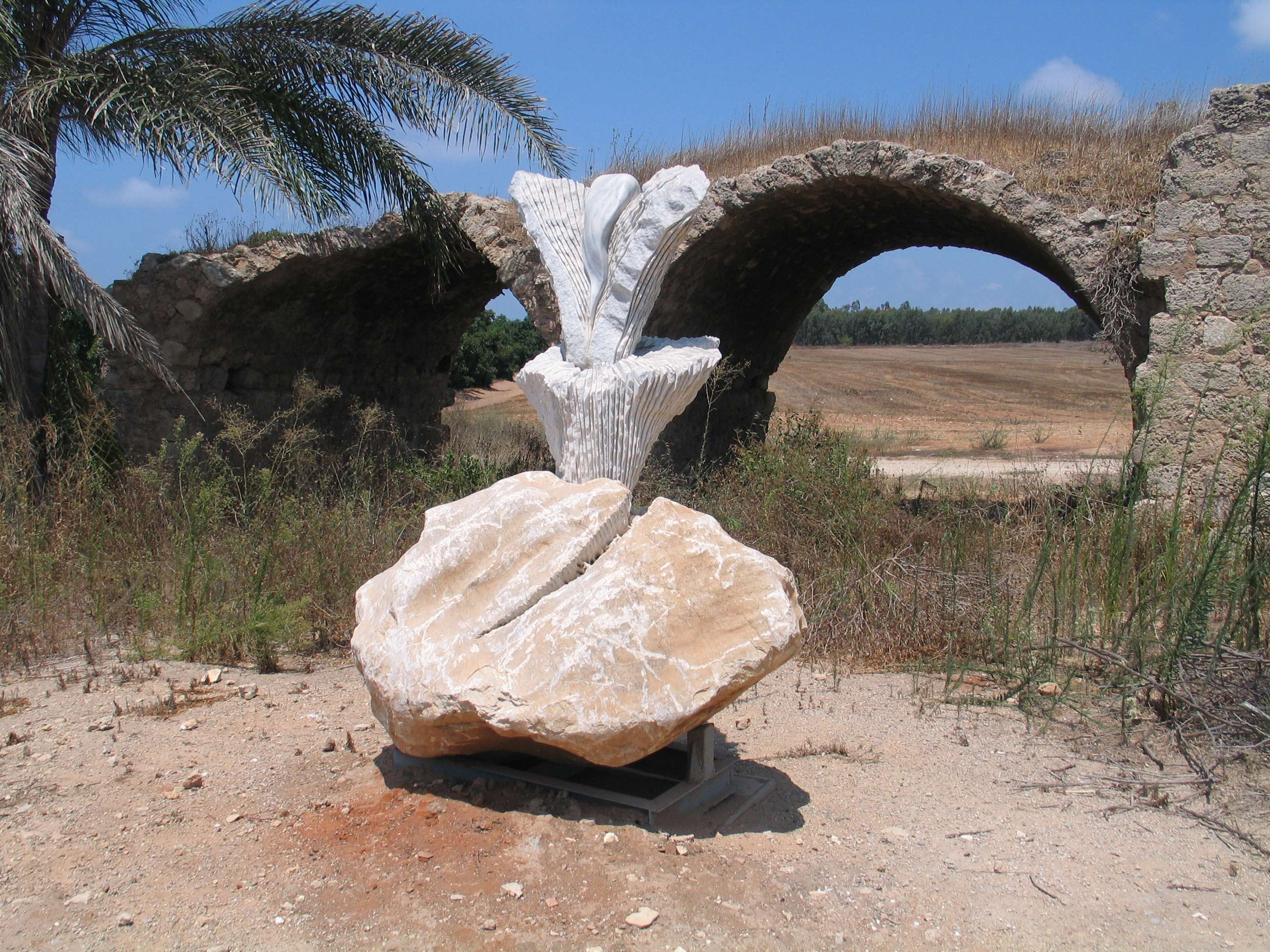
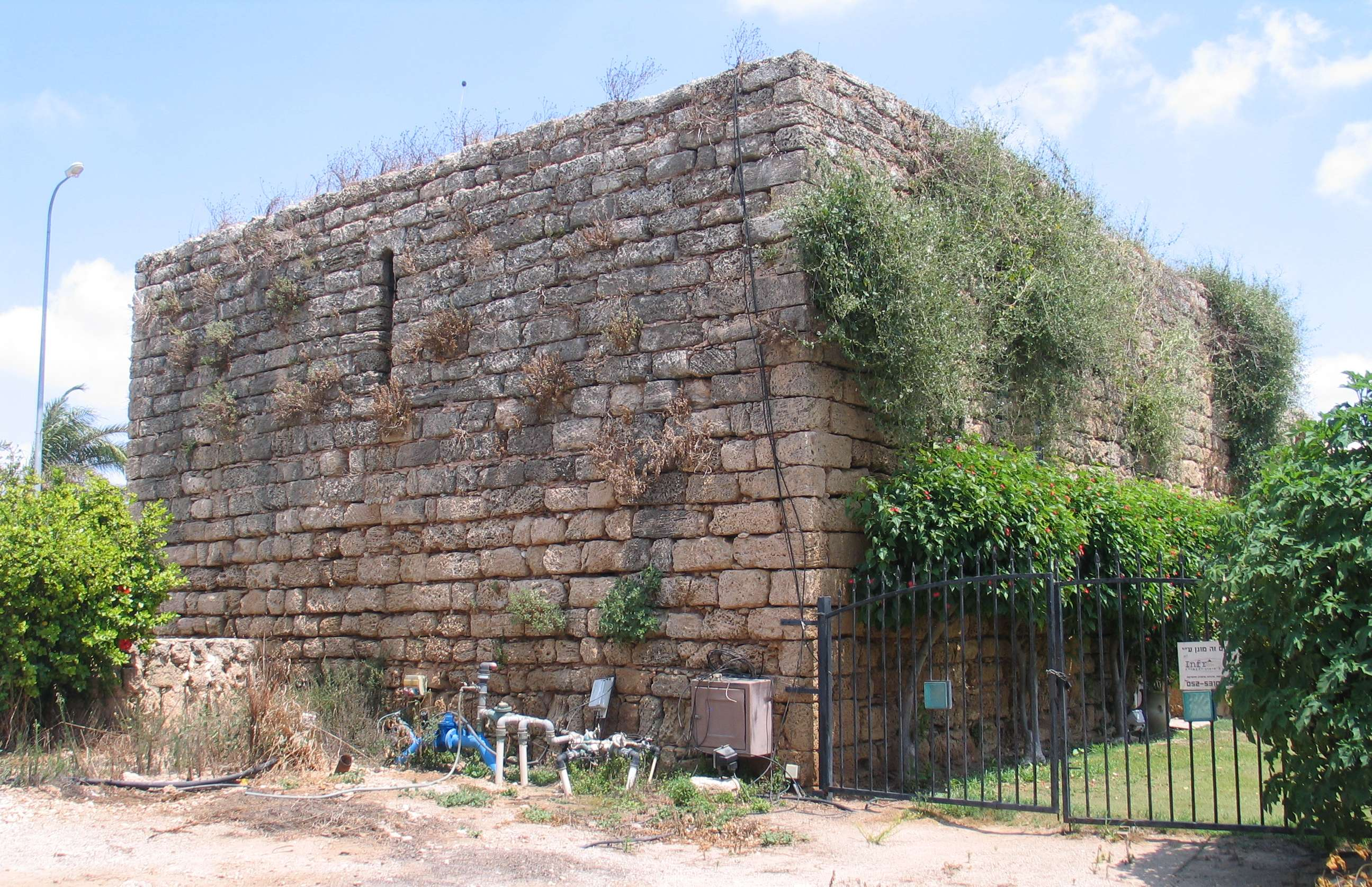
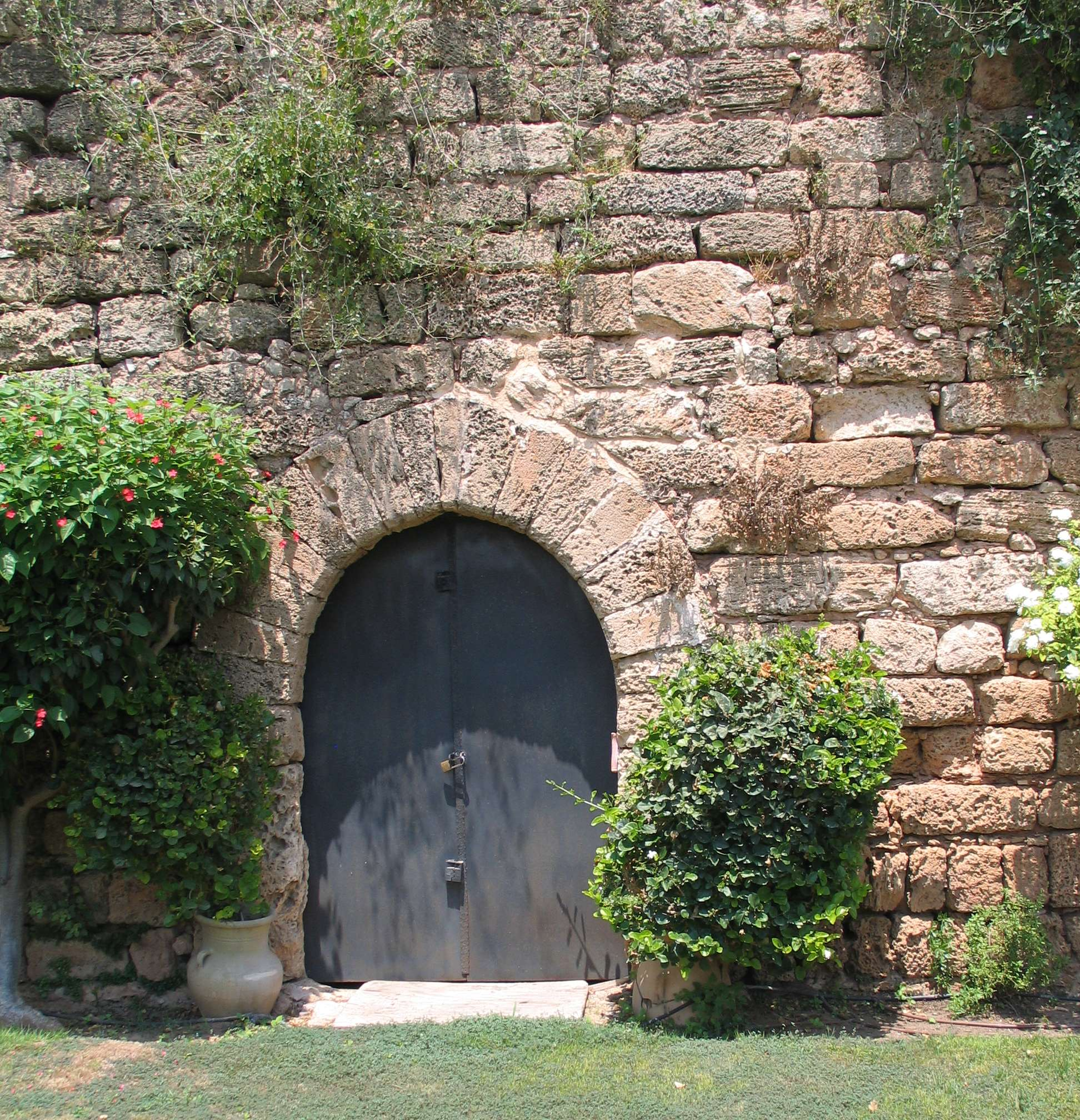